# The Flying Lizards
The Flying Lizards est un groupe de rock d'avant-garde anglais actif de 1979 à 1984.

## Biographie
Le premier album du groupe intitulé The Flying Lizards sortit en 1979 et comprenait des reprises de standards du rock (Money, Summertime Blues d'Eddie Cochran) et plusieurs compositions originales. Money, reprise de la chanson de Barrett Strong est régulièrement utilisée par la télévision ou le cinéma (par exemple dans Nip/Tuck, Lord of War, Charlie et ses drôles de dames). Leur second album Fourth wall contient la fameuse reprise de Curtis Mayfield Move on up.Top Ten est leur troisième opus, constitué uniquement de reprises (dont une version sulfureuse de Sex Machine de James Brown), le groupe accentuait encore la dimension désaffectivée, minimaliste et robotisée de leur musique. Le groupe interrompit ses activités vers le milieu des années 1980. Un dernier album de dubs vit le jour plusieurs années plus tard.

## Composition du groupe
- David Toop
- Steve Beresford
- Deborah Evans
- Patti Palladin
- Michael Upton
- David Cunningham
- Vivien Goldman

## Discographie

### 45 Tours
- Summertime blues -virgin VS230, 1978
- Money -virgin VS276, 1979
- TV -virgin VS325, 1979
- The laughing policeman (sous le pseudonyme 'The suspicions') -arista 361, 1980
- Move on up -virgin VS381, 1981
- Hands 2 take -virgin VS392, 1981
- Lovers and other strangers -virgin VS421, 1981
- Sex machine -statik tak19, 1984
- Dizzy miss lizzie -statik tak25, 1984

### Albums
- The flying lizards -virgin V2150, 1980 (CD : VJCP 17501 toshiba-EMI)
- Fourth wall -virgin V2190, 1981 (CD : VJCP 17502 toshiba-EMI)
- Top ten -statik LP20, 1984
- The secret dub life of the flying lizards -piano 501, 1996